# Mtscheta-Mtianeti
Mtscheta-Mtianeti (georgiska: მცხეთა-მთიანეთის მხარე) är en georgisk region. Regionens huvudstad och administrativa centrum är Mtscheta. Inom regionen finns ett antal olika större distrikt indelade efter centralorter. Det största distriktet är distriktet kring huvudstaden Mtscheta. Utöver det finns det tre distrikt, Dushetidistriktet, Kazbegidistriktet och Tianetidistriktet. Från regionen är det inte långt till grannregionen, och landets huvudstad Tbilisi. Från regionens huvudstad Mtscheta är det endast 24 kilometer till den georgiska huvudstaden. I regionen finns utöver Mtscheta en större stad, Dusjeti. Kring Dusjeti finns flera turistattraktioner, däribland sjön Bazaleti och Lebaiskarifortet.

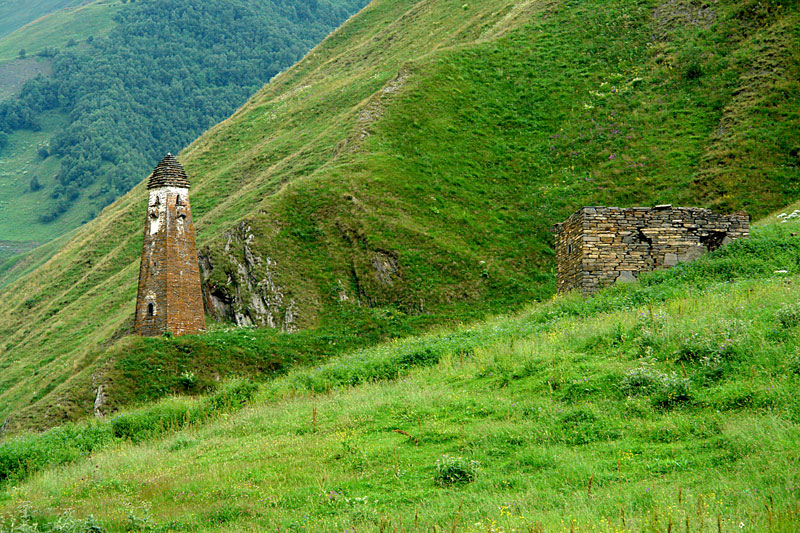
Lebaiskarifortet i Dusjetidistriktet, Mtscheta-Mtianeti Raion